# Immortal Megamix
Immortal Megamix è un singolo del cantante statunitense Michael Jackson, pubblicato il 1º novembre 2011 come primo estratto dalla colonna sonora Immortal.

## Descrizione
Il brano è remix di quattro dei più celebri singoli realizzati dall'artista: Can You Feel It, Don't Stop 'Til You Get Enough, Billie Jean e Black or White.

## Tracce
CD promozionale
1. Immortal Megamix (Radio Edit) – 4:53

Download digitale
1. Immortal Megamix – 9:10

## Classifiche
| Classifica (2011) | Posizione massima |
| ----------------- | ----------------- |
| Australia         | 41                |
| Giappone          | 34                |